# Hnyłeć
Hnyłeć (ukr. Гнилець) – wieś na Ukrainie, w obwodzie czerkaskim, w rejonie zwinogródzkim. W 2001 liczyła 197 mieszkańców.